# Czindant 1-j
Czindant 1-j (ros. Чиндант 1-й) – wieś w Rosji, w Kraju Zabajkalskim, w rejonie onońskim. W 2010 liczyła 619 mieszkańców.